# Telmatobius sibiricus
Telmatobius sibiricus là một loài ếch thuộc họ Leptodactylidae.
Đây là loài đặc hữu của Bolivia.
Môi trường sống tự nhiên của chúng là vùng núi ẩm nhiệt đới hoặc cận nhiệt đới, sông ngòi, vườn nông thôn, rừng trước đây suy thoái nghiêm trọng, và kênh đào và mương rãnh.
Chúng hiện đang bị đe dọa vì mất môi trường sống.